# Микро (Гревенско)
Микро или Гоблараки (гръцки: Μικρό, до 1927 година: Γκομπλαράκι, Гоблараки) е бивше село в Република Гърция, в дем Дескати на област Западна Македония.

## География
Селото е било разположено на около 30 km югоизточно от град Гревена, от дясната страна на река Бистрица (Алиакмонас). Намирало се е в землището на днешното село Карперо, на около 3 km северозападно от него.

## История

### В Османската империя
В края на XIX век Гоблараки е малко гръцко християнско село в южната част на Гребенската каза на Османската империя. 
На Етнографската карта на Битолския вилает на Картографския институт в София от 1901 година Кубларик е чисто гръцко село в Гревенската каза на Серфидженския санджак с 15 къщи.
Според статистика на Серфидженския санджак на гръцкото консулство в Еласона от 1904 година в Гоплараки (Γοπλαράκι), Гревенска каза, живеят 50 гърци елинофони християни.
Според гръцка атинска статистика от 1910 година в Гоблараки (Γκομπλαράκι) живеят 27 православни гърци.

### В Гърция
През Балканската война в 1912 година в селото влизат гръцки части и след Междусъюзническата в 1913 година Гоблараки влиза в състава на Кралство Гърция. През 1913 година при първото преброяване от новите власти в Γκομπλαράκι са регистрирани 28 жители.
През 1927 година името на селището е сменено на Микро.
Селото постепенно опустява през 1930-те години. Микро е заличено като отделно селище през 1940 година.
| Година    | 1913 | 1920 | 1928 | 1940 | 1951 | 1961 | 1971 | 1981 | 1991 | 2001 | 2011 | 2021 |
| --------- | ---- | ---- | ---- | ---- | ---- | ---- | ---- | ---- | ---- | ---- | ---- | ---- |
| Население | 28   | 42   | 34   |      |      |      |      |      |      |      |      |      |